# 聖安德烈學院

学院标志

聖安德烈學院（英語：St. Andrew's College，简称SAC）是位于加拿大安大略省奧羅拉市的一所男校，成立於1899年，是加拿大最古老的全日制寄宿學校之一，亦被評為加拿大最具影响力的学院之一。学院的主要语言为英语，並提供法语课程。

## 关于

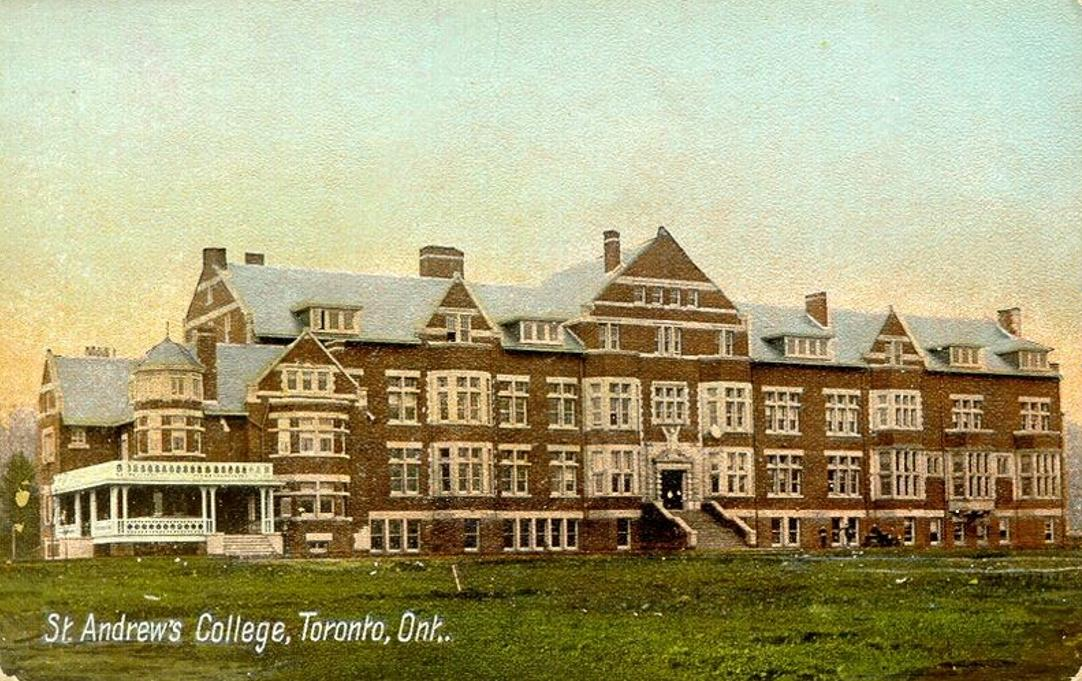
SAC校园

安德烈学院是一所寄宿男校，共有650名学生。安德烈学院同时接纳国际学生。学院的宗旨是“奉献自己而教育完整的人，全面的市民”。学校提供超过30多种课程，其中8种课程为必修课程。

## 学生
安德烈学院拥有世界上21个国家或地区的学生，例如香港、墨西哥、美国、台湾、中国大陆、日本、印度尼西亚、韩国、德国等地。有超过50%的寄宿学生来自世界各地。非寄宿学生大部分来自加拿大多伦多区域。

## 课程
學院提供8门必修课，一门算一分，每年修满制定分数后即可。也同时提供超过30门选修课，例如木工、电脑编程、网络设计、滑冰等。